# 和歌山県道240号梶取崎線
和歌山県道240号梶取崎線（わかやまけんどう240ごう かじとりざきせん）は、和歌山県東牟婁郡太地町を通る一般県道である。

## 概要
東牟婁郡太地町大字太地から東牟婁郡太地町大字森浦に至る。
東牟婁郡太地町を貫いており、町内の地域をつなぐ生活道路である。広い歩道もある全線2車線の道路。
かつては終点付近にクジラの親子の模型を上に載せたアーチがあった。現在、アーチは取り壊されたが、アーチの上にあったクジラの親子の模型は終点から少し先の公園に移されている。

### 路線データ
- 起点：東牟婁郡太地町大字太地（梶取崎）
- 終点：東牟婁郡太地町大字森浦（森浦交差点、国道42号交点）
- 実延長：5.506 km

## 歴史
本路線は、道路法（昭和27年法律第180号）第7条の規定に基づき、一般県道として1964年（昭和39年）に認定された。

### 年表
- 1964年（昭和39年）4月1日 - 和歌山県が一般県道として梶取崎線を認定[1]。

## 路線状況

### 道路施設

#### 橋梁
- 森浦橋（与根子川、東牟婁郡太地町）

## 地理

### 通過する自治体
- 和歌山県
  - 東牟婁郡太地町

### 交差する道路
| 交差する道路                | 交差する場所 | 交差する場所      |
| --------------------------- | ------------ | ----------------- |
| 和歌山県道239号太地港下里線 | 大字太地     |                   |
| 国道42号                    | 大字森浦     | 森浦交差点 / 終点 |

### 沿線
- 梶取埼灯台
- 太地港
- 太地郵便局
- 太地町役場
- くじら浜公園
  - くじらの博物館
- 道の駅たいじ